# Romain Furnière
Romain Furnière, né le 11 novembre 1943 à Ingooigem (section d'Anzegem) en province de Flandre-Occidentale, est un coureur cycliste belge, professionnel de 1966 à 1971.

## Palmarès

### Palmarès amateur
- 1964
  - Gand-Wervik
- 1965
  - 3e étape du Tour d'Autriche
  - Gand-Wervik
  - 2e à 3e étape du Tour de Belgique
- 1966
  - 3e du Circuit de Wallonie

### Palmarès professionnel
- 1967
  - 9e étape secteur a du Tour du Portugal
- 1968
  - Halle-Ingooigem
  - 16e étape secteur a du Tour du Portugal
  - 2e de Roubaix-Cassel-Roubaix